# Vincent Kipsang Rono
Vincent Kipsang Rono (10 novembre 1990) è un maratoneta e mezzofondista keniota.

## Palmarès
| Anno | Manifestazione    | Sede    | Evento         | Risultato | Prestazione | Note |
| ---- | ----------------- | ------- | -------------- | --------- | ----------- | ---- |
| 2017 | Mondiali di cross | Kampala | Corsa seniores | 7º        | 29'00"      |      |
| 2017 | Mondiali di cross | Kampala | A squadre      | Argento   | 22 p.       |      |
| 2018 | Africani          | Asaba   | 10000 m piani  | 4º        | 29'14"52    |      |

## Campionati nazionali
2017
- Argento ai campionati kenioti, 10000 m piani - 27'56"0
- 4º ai campionati kenioti di corsa campestre - 29'06"

2018
- Oro ai campionati kenioti, 10000 m piani - 28'17"24

## Altre competizioni internazionali[1]
2011
- Bronzo al Meeting international Mohammed VI d'athlétisme de Rabat ( Rabat), 5000 m piani - 13'22"86

2014
- Bronzo al Meeting international Mohammed VI d'athlétisme de Rabat ( Rabat), 5000 m piani - 13'16"42
- 12º allo Shanghai Golden Grand Prix ( Shanghai), 5000 m piani - 13'16"52
- 11º alla Mezza maratona di Valencia ( Valencia) - 1h01'43"

2015
- 15º alla Mezza maratona di Delhi ( Nuova Delhi) - 1h02'38"

2016
- 6º alla Mezza maratona di Istanbul ( Istanbul) - 1h01'23"

2017
- 4º alla Maratona di Taegu ( Taegu) - 2h10'23"
- 4º al Cross Internacional de Soria ( Soria) - 25'34"
- 4º al Cross Internacional de la Constitución ( Alcobendas) - 30'21"
- 12º al Cross de Atapuerca ( Atapuerca) - 25'34"

2018
- 9º alla Mezza maratona di Ras al-Khaima ( Ras al-Khaima) - 1h00'24"

2019
- 5º alla Maratona di Rotterdam ( Rotterdam) - 2h07'10"
- Bronzo alla Maratona di Lubiana ( Lubiana) - 2h08'06"
- 20º al Bauhaus-Galan ( Stoccolma), 10000 m piani - 29'01"82

2020
- 11º alla Maratona di Mumbai ( Mumbai) - 2h11'15"

2021
- 12º alla Milano Marathon ( Milano) - 2h08'12"

2022
- Argento alla Marathon des Alpes-Maritimes ( Nizza-Cannes) - 2h10'40"